# Лазар Иконописец
Лазар Константинополски (Лазар Иконописец, Лазар Писец; почива през 867 година) е византийски монах-иконописец, деятел от периода на иконоборството. Почита се в лика на светците, като изповедник. Паметта му се отбелязва на 17 ноември, от Православната църква (по Юлианския календар), а от Католическата – на 23 февруари.

## Биография
По произход, Лазар, вероятно, е хазарин, живее в Константинопол. В ранна възраст приема монашество и „водил суров живот, постоянно пребивавал в пост и молитва“. За своето благочестие, е удостоен със сан презвитер. Бидейки иконопочитател, изучава иконопис и, въпреки иконоборските гонения, рисува икони. По времето на император Теофил, Лазар е подложен на гонения:
„...Решил да принуди и монаха Лазар (бил славен художник по това време). Но монахът не се поддал на лъжливите убеждения... многократно обругавал с хули царя и той, виждайки това, предал го на такива мъки, че плътта му изтекла, заедно с кръв, и нищо не показвало, че е още жив. Царят, чувайки че заключеният в затвора художник се съвзел малко, и, отново се занимавал със своето изкуство, изобразявайки на подносите ликовете на светците, заповядал да му се наложат към дланите разтопени метални пластинки. Огънят изгорил и плътта му изтекла, докато не изпаднал в изнемощение, едва ли не – умрял. ”
Отстъпвайки пред молбите на императрица Теодора, Теофил пуска намиращия се пред смърт Лазар от затвора. Преподобният се укрива в храма „Предтеча“, във Фовер, където, въпреки мъчителните рани, изписва образа на Свети Йоан Кръстител. Той почва да се стчита за чудотворен. След възстановяването на иконопочитанието, от Лазар е създаден мозаечен образ на Исус Христос, който поместват над Халкопратските порти (виж Христос Халки). Към Лазар, императрица Теодора се обръща с молба да помоли за прошка Бога за съпруга и. Получава отговор: „Бог е Справедлив, царице, и не ще забрави моята любов и трудните мъки, понесени за него, не предпочита ненавистта и безумството му.”
Лазар почива през 867 година на път за Константинопол, идвайки от Рим, където е изпратен в състав на посолство до папа Бенедикт III. Мощите на иконописеца са пренесени във византийската столица и положени в църквата „Свети Евандър“. В 1200 година мощите са видени от руския богомолец Антоний Новгородски. Разказват му също, че от Лазар са създадени изображения на Света Богородица и два ангела в храма „Света София”.
|  | Тази страница частично или изцяло представлява превод на страницата „Лазарь Константинопольский“ в Уикипедия на руски. Оригиналният текст, както и този превод, са защитени от Лиценза „Криейтив Комънс – Признание – Споделяне на споделеното“, а за съдържание, създадено преди юни 2009 година – от Лиценза за свободна документация на ГНУ. Прегледайте историята на редакциите на оригиналната страница, както и на преводната страница, за да видите списъка на съавторите. ВАЖНО: Този шаблон се отнася единствено до авторските права върху съдържанието на статията. Добавянето му не отменя изискването да се посочват конкретни източници на твърденията, които да бъдат благонадеждни. |